# Puchar Formuły 3 Strefy Środkowoeuropejskiej
Puchar Formuły 3 Strefy Środkowoeuropejskiej – rozgrywana w latach 1994–2005 oraz od 2017 seria wyścigowa według przepisów Formuły 3.

## Mistrzowie
| Sezon     | Mistrz                    | Zespół                       | Samochód                  |
| --------- | ------------------------- | ---------------------------- | ------------------------- |
| 1994      | Tomáš Karhánek            | WTS - TKF Racing             | Dallara F393-Opel         |
| 1995      | Jarosław Wierczuk         | GPF Motorsport               | Dallara F393-FIAT         |
| 1996      | Jaroslav Kostelecký       | Chemopetrol Ring Racing Team | Dallara F394-Mugen Honda  |
| 1997      | Petr Križan               | Franz Wöss Racing            | Dallara F393-Opel         |
| 1998      | André Fibier              | Franz Wöss Racing            | Dallara F395-Opel         |
| 1999      | André Fibier              | Franz Wöss Racing            | Dallara F397-Opel         |
| 2000      | Fulvio Cavicchi           | Azeta Sava Olimpija          | Dallara F397-Opel         |
| 2001      | Jaroslav Kostelecký       | Czech National Team          | Dallara F399-Opel         |
| 2002      | Richard Lietz             | Palfinger F3 Racing Team     | Dallara F300-Opel         |
| 2003      | Diego Romanini            | JMS Jenichen Motorsport      | Dallara F399-Opel         |
| 2004      | Andreas Zuber             | Penker Racing                | Dallara F303-Opel         |
| 2005      | Michael Herck             | Jama Investments             | Dallara F305-Opel         |
| 2006–2016 | mistrzostw nie rozgrywano | mistrzostw nie rozgrywano    | mistrzostw nie rozgrywano |
| 2017      | Andrea Cola               | Monolite Racing              | Dallara F312-Mercedes     |
| 2018      | Andrea Cola               | Monolite Racing              | Dallara F312-Mercedes     |
| 2019      | Tom Beckhäuser            | Franz Wöss Racing            | Dallara F308-Opel         |
| 2020      | Ralph Pütz                | Franz Wöss Racing            | Dallara F305-Opel         |
| 2021      | Stefan Fürtbauer          | Franz Wöss Racing            | Dallara F316-Opel         |